# 太宰義人
太宰 義人（だざい よしひと、1945年6月29日 - 2007年3月19日）は、宮城県出身の元騎手・元調教師。
騎手の太宰啓介は次男。

## 略歴
麻布獣医大学卒業後の1972年、栗東・中村好夫厩舎からデビュー。中央競馬史上数人の大卒騎手の一人であり、太宰は史上初で話題となる。他に大卒で騎手経験を持つ者には、大久保正陽（立命館大学卒）、山内研二（大阪工業大学卒）、橋口弘次郎（九州産業大学卒）、川合達彦（立命館大卒）がいる。
3月4日の阪神第10競走5歳以上300万下・トクミドリ（9頭中7着）で初騎乗を果たし、6月10日の函館第1競走3歳新馬・タカヨシタイホウで初勝利を挙げる。同馬では2連勝で函館3歳ステークスも制し、デビュー4ヶ月での重賞制覇を達成。函館で重賞勝ちも含む3勝を挙げ、1年目の同年は7勝をマーク。
2年目の1973年は阪神5勝、函館2勝で前年と同じ7勝をマークし、3年目の1974年は障害2勝を含めて自己最多の9勝を挙げ、1976年からは平地での騎乗に専念。
ペースがよく分からなかった時は事あるごとに福永洋一の位置を参考にしてレースをし、成績が上昇。
1980年には鳴尾記念でツキマサルに騎乗し、ヤマニンバリメラ・バンブトンコート・ハシコトブキ・リュウキコウに先着すると同時にリンドプルバンとアタマ差の2着に入る。
フリーとなった1982年には阪神4歳牝馬特別をツキマリーで制して10年ぶりの重賞制覇を挙げ、本番の桜花賞ではリーゼングロスの4着に入るが、同年11月27日の中京第11競走蒲郡特別・ラッキーウルフが最後の勝利となる。
1983年2月19日の京都第11競走斑鳩特別・ツキマサル（15頭中14着）が最後の騎乗となり、調教師免許を取得した同年限りで現役を引退。
引退後は1985年に厩舎を開業し、9月7日の阪神第5競走3歳新馬・モガミスーパー（13頭中8着）で初出走を果たす。1年目の同年は2着3回と勝利には届かず、2年目の1986年1月26日の京都第5競走障害4歳以上未勝利・ヤマノプルタスで初勝利を挙げる。1986年はヤマノスキーを宝塚記念に送り出してGI初出走を果たすと、秋は朝日チャレンジカップでドウカンヤシマ・ライフタテヤマ、京都大賞典ではスズカコバンの3着に入る。1989年からは弟子の小池隆生がデビューし、同年から1991年にかけてはエイシンウイザードが重賞戦線で活躍。1989年の桜花賞では5着に入り、1990年の阪神牝馬特別ではメインキャスターのクビ差2着、1991年は中山牝馬ステークスでユキノサンライズの2着、スワンステークスではケイエスミラクル・ダイイチルビーの3着と健闘。1996年にはオープニングテーマが朝日杯3歳ステークスでマイネルマックスの2着に入り、1997年の中日スポーツ賞4歳ステークスで唯一の重賞制覇を飾る。1998年には次男の啓介がデビューし、2000年にはエイシンサンルイスがダート短距離重賞戦線で活躍。2006年にはニシノマオが小倉2歳ステークス2着・フェアリーステークス3着に入るなど晩年まで安定して活躍馬を送り出すが、2007年3月17日の中京第6競走4歳以上500万下・ダイゴカムイが最後の勝利、翌18日の阪神第6競走3歳新馬・カノープス（15頭中5着）が最後の出走となり、共に騎乗は啓介であった。
2007年3月19日午前5時45分、病気のため、入院先であった滋賀県東近江市の国立滋賀病院で死去。享年61歳。通夜は翌20日午後6時から、告別式は社団法人日本調教師会葬として21日午後1時30分から、いずれも栗東トレセン厚生会館分館で行われた。葬儀委員長は日本調教師会会長であった中村均、喪主は啓介が務めた。管理馬は全馬、野村彰彦厩舎に移籍となった。

## 成績
騎手成績：通算834戦80勝
主な騎乗馬
- タカヨシタイホウ（1972年函館3歳ステークス）
- ツキマリー（1982年阪神4歳牝馬特別）

調教師成績：通算328勝
主な管理馬
- オープニングテーマ（1997年中日スポーツ賞4歳ステークス）
- バトルブレーヴ（太宰死去に伴う転厩後、小倉サマージャンプを勝利）

## 主な厩舎所属者
※太字は門下生。括弧内は厩舎所属期間と所属中の職分。
- 須崎昇（1985年-1991年 騎手）
- 小池隆生（1989年-1997年 騎手）
- 川合達彦（2005年-2007年 調教助手[9]）
- 太宰啓介（1998年-2005年 騎手）